# Бикер Bü 181 Бестман
Бикер Bü 181 Бестман је немачки школски једномоторни, једнокрилни, нискокрилни, двоседи авион мешовите конструкције, који је служио за основну обуку пилота за време и непосредно после Другог светског рата.
У току рата овај авион је користило Зракополовство НДХ а после рата Југословенско ратно ваздухопловство.

## Пројектовање и развој
Авион Бикер Bü 181 Бестман је замишљен као спортски авион опште намене. Конструисао га је шведски инжењер Андерс Ј. Андерсоном (Anders Ј. Andersson) који је био шеф конструкционог бироа Bücker Flugzugbau GbmH. Прототип је полетео фебруара месеца 1939. године и након фабричког испитивања авион је преузело на тестирање Министарство ваздухопловства Нацистичке Немачке. Након исцрпног тестирања овај авион је изабран за основну пилотску обуку у немачком ратном ваздухопловству. Када је Бикер Бестман уведен у употребу 1941. убрзо је постао веома популаран авион за обуку пилота. Разлог за то је што су инструктор и ученик седели раме уз раме, а не у тандему (један иза другог), што је раније био обичај. Ово је имало очигледне предности; ученик је  могао да види акције инструктора и да их понови, уместо да покушава да следи инструкције добијене преко интерфона. Поред тога и инструктор је лакше могао да праи поступке ученика.
У току рата Bü 181 Бестман се производио у Bücker Flugzeugbau GmbH Немачка, Фокеру у Холандији и Злин (Z-281) у Чехословачкој за потребе немачког ваздухопловства и у Шведској (Sk 25), за потребе шведског ваздухопловства,  у  Чехословачкој и Египту се овај авион производио после рата.

## Технички опис
Авион Бикер Bü 181 Бестман је једнокрили, нискокрилни, двоседи једномоторни авион мешовите конструкције.
Труп му је правоугаоног попречног пресека, са полукружном горњом страном. Носећа структура трупа авиона је била направљена као заварена челична решеткаста конструкција а надградња је била од дрвета. Носач мотора је био од заварених челичних цеви. Предњи део трупа где се налазио мотор, био је пресвучен алуминијумским лимом, а остатак трупа био је обложен дрвеном лепенком или импрегнираним платном. У трупу се налазила кабина са два седишта постављена једно поред другог. Кабина је била затворена покривена великом стакленим поклопцем који је омогућавао изванредну прегледност околине авиона. Унутрашњост кабине је била опремљена системом за грејање. Авион је имао дупле команде, а јединствену инструмент таблу су користила оба пилота (најчешће ученик и инструктор).
Авион је најчешће био опремљен ваздухом хлађеним линијским четвороцилиндричним мотором, Hirth HM 500 снаге од 105 KS. На вратилу мотора је била причвршћена двокрака, вучна, дрвена елиса, непроменљивог корака и пречника 2,1 m.
Крила су била металне конструкције, трапезастог облика делимично обложена дрвеном лепенком а делом пресвучена импрегнираним платном, са две рамењаче. Оса крила је била управна на осу авиона. Конструкције репних крила и вертикални стабилизатор као и кормило правца и дубине су била направљена од металних цеви пресвучена платном.
Стајни трап: Aвион је имао класичан неувлачећи стајни трап са два точка опремљена гумама ниског притиска (балон гуме) напред и клавирски гумени точак на репу авиона као трећу ослону тачку авиона. Предњи точкови су били опремљени механичким кочницама, а у ногама стајног трапа су били уграђени уљни амортизери.

## Варијанте авиона Бикер Bü 181 Бестман
Авион Bü 181 је прављен у неколико варијанти:
- Bu 181 V - Прототип.
- Bü 181 B-0 - пробна серијска производња са мотором Hirth HM 504 A-2
- Bü 181 B-1 - серијска производња са мотором Hirth HM 500 A
- Bü 181 B-2 - као B-1 али без електрике
- Bü 181 B-3 - (Јуришни авион): за ноћно узнемиравање побољшана верзија авиона B-1s и C-1s са инструментима за ноћно летење, наоружани бомбама укупне носивости 210 kg.
- Bü 181 C-1 - авион са повећаним радијусом и мотором Hirth HM 500B
- Bü 181 C-2 - као C-1 али без електрике
- Bü 181 C-3 - (Ловац тенкова): авиони типа B-2 или C-2 модификовани за против тенковску борбу наоружани са 4 Panzerfaust 100, по два на свако крило.
- Sk -25 - авион Bü 181 произведен у Шведској по лиценци Бикера
- Zlín Z.181; Z.281; Z.381 - варијанте авиона Bü 181 произведене у Чешкој по лиценци Бикера
- Gomhouria Mk 1 до Mk 6 - авиони произведени на основу авиона Злин Z.381 у Египту

## Оперативно коришћење
Произведено је укупно преко 3.600 примерака авиона Бикер Bü 181 Бестман. У току рата немачка фирма Bücker Flugzeugbau GmbH из Берлина, није била у стању да произведе потребне количине авиона за потребе Луфтвафе па је део производње уступљен холандском Фокеру и чешком Злину (Холандија и Чешка су тада биле под окупацијом Нацистичке Немачке). У Фокеру се овај авион производио као Bü 181 са Hirth-овим мотором, док се у Чешкој овај авион производио ка Злин Z.181 а касније и његове модификације Z.281; Z.381, ови авиони су погоњени моторима Walter Minor 4 који су се такође производили у Чешкој. Авион Злин је наставио да се производи у Чехословачкој и после Другог светског рата, све до 1951, а на основу модела Z.381 у Египту се после рата производио авион Gomhouria и после 1960.
У Јуну месецу 1942. године Шведска је купила један Бикер Bü 181 Бестман ради тестирања. Пошто је била задовољна његовим карактеристикама почела је преговоре за куповину лиценце за производњу 120 примерака ових авиона. Од 1943 до 1946. у Шведској се одвијала производња овог авиона под ознаком Sk -25 који су дистрибуирани у шведске пилотске школе у којима су се користили од 1944 до 1954. године. После Другог светског рата шведски СААБ је произвео авион СААБ Сафир који је веома подсећао на Bü 181. Конструктор му је био инж. Андерс Ј. Андерсон који је у то време радио за СААБ.

## Коришћење у Југославији
У ратно зракопловство квислиншке НДХ овај авион је уведен 1944. године и то 15 примерака који су коришћени за обуку пилота, извиђање и везу.
Сви преостали авиони из рата овог типа су коришћени после рата у Југословенском ратном ваздухопловству где је у употреби било око 8 примерака од 1945 до 1953, углавном су коришћени за везу и превоз високих официра Генералштаба Југословенске армије.

## Корисници
| - Алжир - Бугарска - Хрватска - Чехословачка - Египат - Трећи рајх | - Мађарска - Јордан - Либија - Пољска - Словачка | - Румунија - Судан - Шведска - Швајцарска - Југославија |